# Európai Filmdíjak 2000
A 13. Európai Filmdíj-átadó ünnepséget (13th European Film Awards), amelyen az előző évben hivatalosan bemutatott, az Európai Filmakadémia több mint 1500 tagjának szavazata alapján legjobbnak ítélt európai filmeket, illetve alkotóikat részesítették elismerésben, 2000. december 2-án tartották meg a párizsi Théâtre national de Chaillot színházban. Az ünnepség két ceremóniamestere Rupert Everett, angol színész, valamint a számos César-díj-gálán konferáló sokoldalú francia művész, Antoine de Caunes volt.
Negyven nagyjátékfilmet válogattak be a filmdíjért folyó versenybe.
Az előző évhez viszonyítva a díjazásban nem történt változás, maradt a korábbi tizenöt díjkategória, csupán egy alkotót ismertek el külön dicsérettel: Pepe Danquart-ot, az egykori NDK-s kultikus hokiklub, a Dynamo EHG Eisbären történetét fergetegesen fényképezett és vágott dokumentumfilm készítőjét.
Kiugróan magas számú jelölés nem történt. Három-három kategóriában volt érdekelt a francia Harry csak jót akar, a brit Billy Elliot és az olasz Tangó és tulipán. Két-két jelölést kapott a dán Lars von Trier Táncos a sötétben, valamint a francia Agnès Jaoui Ízlés dolga című alkotása.
A legsikeresebb alkotás a Táncos a sötétben lett; két díjat vitt el (a legjobb európai film és Björk személyében a legjobb színésznő), a többi elismerésen egy-egy alkotás osztozott. A Filmakadémia úgy döntött, hogy az év folyamán a világ filmművészetéhez a legjobb európai teljesítményt Jean Reno francia színész és Roberto Benigni olasz színész-rendező nyújtotta. Életműdíjat vehetett át Richard Harris ír színész.
A magyar filmművészetet a nagyjátékfilmek válogatásában a 32. Magyar Filmszemle legjobb filmje, Tarr Béla Werckmeister harmóniák című, magyar–német–francia–olasz koprodukcióban forgatott filmdrámája képviselte, amely azonban jelölést nem kapott. Sikeres volt viszont Gyarmathy Lívia 29 perces dokumentumfilmje, A mi gólyánk, amely egy éven át kísérte figyelemmel egy télen itt maradt gólya történetét meséli el, és ismerteti meg lakhelye, egy kis magyar falu viszonyait. Az alkotás – a díjkategória történetében elsőként – nyerte el a legjobb európai rövidfilm díját.

## Válogatás
1. 27 Missing Kisses – rendező: Nana Djordjadze  Georgia
2. Anatomie (Anatómia) – rendező: Stefan Ruzowitzky
3. Barak – rendező: Valerij Ogorodnyikov
4. Beau Travail (Szép munka) – rendező: Claire Denis
5. Billy Elliot – rendező: Stephen Daldry
6. Canone inverso (Fordított kánon) – rendező: Ricky Tognazzi
7. Capitães de Abril (Április kapitányai) – rendező: Maria de Medeiros
8. Chicken Run (Csibefutam) – rendező: Peter Lord és Nick Park
9. Code inconnu (Ismeretlen kód) – rendező: Michael Haneke
10. Come te nessuno mai (Így még nem szerettem senkit) – rendező: Gabriele Muccino
11. Crazy – rendező: Hans-Christian Schmid
12. Dancer in the Dark (Táncos a sötétben) – rendező: Lars von Trier
13. Die Stille nach dem Schuß (A lövés utáni csend) – rendező: Volker Schlöndorff
14. Die Unberührbare (A kitaszított) – rendező: Oskar Roehler
15. Englar Alheimsins (A világegyetem angyalai) – rendező: Fridrik Thor Fridriksson
16. Goya en Burdeos (Goya Bordeaux-ban) – rendező: Carlos Saura
17. Harry un ami qui vous veut du bien (Harry csak jót akar) – rendező: Dominik Moll,
18. Himalaya : L'Enfance d'un chef (Himalája – Az élet sója) – rendező: Éric Valli
19. Iedereen beroemd! – rendező: Dominique Deruddere
20. Jaime – rendező: Antóonio Pedro Vasconcelos
21. La lengua de las mariposas (Hogyan beszélnek a lepkék?) – rendező: Jose Luis Cuerda
22. La noce (Az esküvő) – rendező: Pavel Lungin
23. Le goût des autres (Ízlés dolga) – rendező: Agnès Jaoui
24. Lek – rendező: Jan van de Velde
25. Mayis sikintisi (Májusi eső) – rendező: Nure Bilge Ceylan
26. Nadie conoce a nadie (Senki sem ismer senkit) – rendező: Mateo Gil
27. Pan Tadeusz – rendező: Andrzej Wajda
28. Pane e tulipani (Tangó és tulipán) – rendező: Silvio Soldini
29. Peppermint (Borsmenta) – rendező: Costas Kapakas
30. Preferisco il rumore del mare (Jobban szeretem a tenger zúgását) – rendező: Mimmo Calopresti
31. Ressources humaines (Emberi erőforrások) – rendező: Laurent Cantet
32. Sånger från andra våningen (Dalok a második emeletről) – rendező: Roy Andersson
33. Seitseman laulua tundralta (Hét dal a tundráról) – rendező: Anastasia Lapsui és Markku Lehmuskallio
34. Sonnenallee (Napsugár sétány) – rendező: Leander Haußmann
35. The End of the Affair (Egy kapcsolat vége) – rendező: Neil Jordan
36. The House of Mirth (Az öröm háza) – rendező: Terence Davies
37. Trolösa (Hűtlenek) – rendező: Liv Ullmann
38. Tsatsiki, morsan och polisen (Caciki, a mama és a rendőr) – rendező: Ella Lemhagen
39. Werckmeister harmóniák – rendező: Tarr Béla
40. Wojaczek – rendező: Lech Majewski

## Díjazottak és jelöltek
| „Díjazott” – szürkéskék háttérrel   |
| „Jelölt” – világos szürke háttérrel |

### Legjobb európai film
| Magyar címe         | Eredeti címe                        | Rendező               | Ország             |
| ------------------- | ----------------------------------- | --------------------- | ------------------ |
| Táncos a sötétben   | Dancer in the Dark                  | Lars von Trier        | Dánia              |
| Billy Elliot        | Billy Elliot                        | Stephen Daldry        | Egyesült Királyság |
| Csibefutam          | Chicken Run                         | Peter Lord, Nick Park | Egyesült Királyság |
| Harry csak jót akar | Harry, un ami qui vous veut du bien | Dominik Moll          | Franciaország      |
| Hűtlenek            | Trolösa                             | Liv Ullmann           | Svédország         |
| Ízlés dolga         | Le goût des autres                  | Agnès Jaoui           | Franciaország      |
| Tangó és tulipán    | Pane e tulipani                     | Silvio Soldini        | Olaszország        |

### Az év európai felfedezettje – Fassbinder-díj
| Magyar címe            | Eredeti címe        | Rendező            | Ország                                                               |
| ---------------------- | ------------------- | ------------------ | -------------------------------------------------------------------- |
| Emberi erőforrások     | Ressources humaines | Laurent Cantet     | Franciaország · Egyesült Királyság                                   |
| 101 Reykjavík          | 101 Reykjavík       | Baltasar Kormákur  | Izland · Dánia · Franciaország · Norvégia · Németország · Finnország |
| A város peremén        | Nordrand            | Barbara Albert     | Ausztria · Németország · Svájc                                       |
| Együtt                 | Tillsammans         | Lukas Moodysson    | Svédország · Dánia · Olaszország                                     |
| Felejtsd el Amerikát!  | Vergiss Amerika     | Vanessa Jopp       | Németország                                                          |
| Gengszterek gengsztere | Gangster No. 1      | Paul McGuigan      | Egyesült Királyság · Németország · Írország                          |
| Hangok                 | Some Voices         | Simon Cellan-Jones | Egyesült Királyság                                                   |
| –––                    | Kennedy et moi      | Sam Karmann        | Franciaország                                                        |
| Tuvalu, az álomsziget  | Tuvalu              | Veit Helmer        | Németország                                                          |

### Legjobb európai dokumentumfilm – Arte díj
| Magyar címe           | Eredeti címe                | Rendező                            | Ország                     |
| --------------------- | --------------------------- | ---------------------------------- | -------------------------- |
| Kukázók               | Les glaneurs et la glaneuse | Agnès Varda                        | Franciaország              |
| –––                   | Calle 54                    | Fernando Trueba                    | Spanyolország              |
| –––                   | Goulag                      | Iossif Pasternak, Hélène Chatelain | Franciaország              |
| Hazai pályán          | Heimspiel                   | Pepe Danquart                      | Németország                |
| Egy nap szeptemberben | One Day in September        | Kevin Macdonald                    | Egyesült Királyság · Svájc |
| –––                   | Ouvrières du monde          | Marie-France Collard               | Belgium                    |

### Legjobb európai színésznő
| Nyertesek és jelöltek | Magyar címe         | Eredeti címe              |
| --------------------- | ------------------- | ------------------------- |
| Björk                 | Táncos a sötétben   | Dancer in the Dark        |
| Bibiana Beglau        | A lövés utáni csend | Die Stille nach dem Schuß |
| Lena Endre            | Hűtlenek            | Trolösa                   |
| Sylvie Testud         | –––                 | La Captive                |
| Julie Walters         | Billy Elliot        | Billy Elliot              |

### Legjobb európai színész
| Nyertesek és jelöltek    | Magyar címe             | Eredeti címe                        |
| ------------------------ | ----------------------- | ----------------------------------- |
| Sergi López              | Harry csak jót akar     | Harry, un ami qui vous veut du bien |
| Jamie Bell               | Billy Elliot            | Billy Elliot                        |
| Bruno Ganz               | Tangó és tulipán        | Pane e tulipani                     |
| Ingvar Eggert Sigurðsson | A világegyetem angyalai | Englar alheimsins                   |
| Krzysztof Siwczyk        | Wojaczek                | Wojaczek                            |
| Stellan Skarsgård        | Aberdeen                | Aberdeen                            |

### Legjobb forgatókönyvíró
| Nyertesek és jelöltek                   | Magyar címe                | Eredeti címe                            |
| --------------------------------------- | -------------------------- | --------------------------------------- |
| Agnès Jaoui Jean-Pierre Bacri           | Ízlés dolga                | Le goût des autres                      |
| Rafael Azcona                           | Hogyan beszélnek a lepkék? | La lengua de las mariposas              |
| Wolfgang Kohlhaase                      | A lövés utáni csend        | Die Stille nach dem Schuß               |
| Nana Dzsordzsadze Szvereva Dzsordzsadze | –––                        | 27 dakarguli kocna (27 დაკარგული კოცნა) |
| Doriana Leondeff Silvio Soldini         | Tangó és tulipán           | Pane e tulipani                         |
| Dominik Moll Gilles Marchand            | Harry csak jót akar        | Harry, un ami qui vous veut du bien     |

### Legjobb európai operatőr
| Nyertesek és jelöltek            | Magyar címe             | Eredeti címe                  |
| -------------------------------- | ----------------------- | ----------------------------- |
| Vittorio Storaro                 | Goya Bordeaux-ban       | Goya en Burdeos               |
| Alekszandr Burov                 | Az esküvő               | Szvagyba (Cвадьба)            |
| Éric Guichard Jean-Paul Meurisse | Himalája – Az élet sója | Himalaya, l’enfance d’un chef |
| Agnès Godard                     | Szép munka              | Beau travail                  |
| Jurij Klimenko                   | –––                     | Barak (Барак)                 |
| Edgar Moura                      | –––                     | Jaime                         |

### Legjobb európai teljesítmény a világ filmművészetében
| Díjazott        | Foglalkozás          | Ország        |
| --------------- | -------------------- | ------------- |
| Jean Reno       | színész              | Franciaország |
| Roberto Benigni | filmrendező, színész | Olaszország   |

### Az Európai Filmakadémia életműdíja
| Díjazott       | Foglalkozás | Ország   |
| -------------- | ----------- | -------- |
| Richard Harris | színész     | Írország |

### Külön dicséret
| Díjazott      | Foglalkozás | Magyar cím   | Eredeti cím |
| ------------- | ----------- | ------------ | ----------- |
| Pepe Danquart | filmrendező | Hazai pályán | Heimspiel   |

### Európai Filmakadémia kritikusainak díja – FIPRESCI-díj
| Magyar címe | Eredeti címe    | Rendező           | Ország      |
| ----------- | --------------- | ----------------- | ----------- |
| Májusi eső  | Mayıs Sıkıntısı | Nuri Bilge Ceylan | Törökország |

### Európai Filmakadémia legjobb nem európai filmje – Screen International díj
| Magyar címe                       | Eredeti címe                                | Rendező                             | Ország                                                         |
| --------------------------------- | ------------------------------------------- | ----------------------------------- | -------------------------------------------------------------- |
| Szerelemre hangolva               | Hua jang nien hua (Hua yang nian hua)       | Vóng Ká-vaj (王家衛, Wong Kar-wai)  | Hongkong · Kína                                                |
| Családi kötelékek                 | Ji ji (一一, Yī Yī)                         | Jang Tö-csang (楊德昌, Edward Yang) | Tajvan · Japán                                                 |
| Erin Brockovich – Zűrös természet | Erin Brockovich                             | Steven Soderbergh                   | Amerikai Egyesült Államok                                      |
| Gladiátor                         | Gladiator                                   | Ridley Scott                        | Amerikai Egyesült Államok · Egyesült Királyság                 |
| Ó, testvér, merre visz az utad?   | O Brother, Where Art Thou?                  | Joel Coen                           | Egyesült Királyság · Franciaország · Amerikai Egyesült Államok |
| Tigris és sárkány                 | Vo hu cang lung (臥虎藏龍, Wò hǔ cáng lóng) | Li An (李安, Ang Lee)               | Tajvan · Hongkong · Amerikai Egyesült Államok · Kína           |

### Európai Filmakadémia közönségdíja – legjobb rendező
| Nyertesek és jelöltek | Magyar címe       | Eredeti címe       |
| --------------------- | ----------------- | ------------------ |
| Lars von Trier        | Táncos a sötétben | Dancer in the Dark |

### Európai Filmakadémia közönségdíja – legjobb színésznő
| Nyertesek és jelöltek | Magyar címe       | Eredeti címe       |
| --------------------- | ----------------- | ------------------ |
| Björk                 | Táncos a sötétben | Dancer in the Dark |

### Európai Filmakadémia közönségdíja – legjobb színész
| Nyertesek és jelöltek    | Magyar címe             | Eredeti címe      |
| ------------------------ | ----------------------- | ----------------- |
| Ingvar Eggert Sigurðsson | A világegyetem angyalai | Englar alheimsins |

### Legjobb európai rövidfilm (UIP díj)
| Címe                             | Rendező          | Ország             | Jelölő fesztivál |
| -------------------------------- | ---------------- | ------------------ | ---------------- |
| A mi gólyánk                     | Gyarmathy Lívia  | Magyarország       |                  |
| De Zone                          | Ben van Lieshout | Hollandia          |                  |
| Ferment                          | Tim MacMillan    | Egyesült Királyság |                  |
| I nie opuszcze cie az do smierci | Maciej Adamek    | Lengyelország      |                  |
| Kovat miehet                     | Maarit Lalli     | Finnország         |                  |